# Cannibal Ferox
Cannibal Ferox è un film del 1981, diretto da Umberto Lenzi.
Fu vietato in Italia ai minori di 14 anni, mentre all'estero fu bandito in 31 paesi.
Nel cast sono presenti anche Robert Kerman e Perry Pirkanen, già attori in Cannibal Holocaust, diretto da Ruggero Deodato due anni prima.

## Trama
Mike Logan è un piccolo spacciatore di New York, messosi in grossi guai dopo avere rubato un'ingente somma di denaro a una banda di Brooklyn. Per cercare di recuperare il debito, si reca in Amazzonia con un collaboratore a cercare smeraldi. I due ingaggiano un indigeno e lo costringono a ricercare smeraldi per conto loro, con l'aiuto della popolazione di un villaggio d'indigeni. Nel frattempo, una laureanda in Antropologia, Gloria Davis, decide di recarsi in Amazzonia, insieme al fratello Rudy e all'amica Pat, per dimostrare la propria tesi secondo la quale il cannibalismo non è mai esistito. 

Una scena del film

Durante la loro marcia s'imbatteranno per caso in Mike e il suo collaboratore che, nel frattempo stavano cercando di fuggire dal villaggio degli indigeni. Mike racconterà d'essere stato prigioniero e d'essere scappato per miracolo dalla furia degli indigeni. Il gruppo ritornerà al villaggio per curare il compagno di Mike dalle ferite e poi ripartire. Ben presto, tuttavia, il compagno di Mike rivelerà agli altri componenti che era stato lo stesso Mike a perpetrare terribili torture agli indigeni, sotto gli effetti della cocaina. Ma sarà troppo tardi: gli indigeni prepareranno la loro terribile vendetta. I quattro vengono catturati e condotti al villaggio per essere atrocemente suppliziati: Rudy verrà ucciso con un dardo avvelenato, Gloria e Pat rinchiuse in una gabbia per essere costrette ad assistere al supplizio di Mike, che prima viene evirato, poi gli viene mozzata una mano e infine con un colpo netto gli viene scoperchiata la parte superiore della scatola cranica. Infine, tocca a Pat essere suppliziata: viene infilzata nei seni per essere appesa a dei ganci uncinati fino a morire dissanguata. L'unica che si salverà, con l'aiuto di un giovane indigeno, sarà Gloria che verrà messa in salvo da alcuni bracconieri che la ritroveranno agonizzante nella giungla. Al ritorno a New York, Gloria, presenterà la sua tesi di laurea in cui confermerà la non esistenza del cannibalismo senza riferire nulla di ciò che accadde realmente durante il viaggio.